# 1-й Южнокаролинский пехотный полк
1-й Южнокаролинский пехотный полк (1st South Carolina Infantry) представлял собой один из пехотных полков армии Конфедерации во время Гражданской войны в США. Полк был сформирован в январе 1861 года сроком на 6 месяцев, расформирован в июле и снова сформирован в августе того же года. После повторного формирования он прошёл все сражения войны на востоке от Семидневной битвы до капитуляции при Аппоматтоксе. Полк известен ещё как «полк Маккрери» для отличия от «полка Орра» и «полка Хэгуда», которые так же имели нумерацию «1-й».

## Формирование
Полк начал формироваться 1 января 1861 года по приказу губернатора Фрэнсиса Пикенса и 1 февраля был сформирован в Чарльстоне, где его приняли на службу штату сроком на 6 месяцев. Его командиром стал полковник Макси Грегг, подполковником Гладден, майором Август Смит. Полк разместился на острове Салливана и острове Моррис, где простоял с 10 февраля по 21 апреля, а затем был направлен в Вирджинию. Утром 27 мая полк прибыл в Сентервилл и разместился в лагере Кэмп-Грэгг. Он находился там, когда началась перестрелка при Фэирфаксе, и одна рота была направлена в Фэирфакс, но участия в перестрелке не принимала. В середине июня полк, тогда численностью 570 человек, стоял пикетом в Фэирфаксе, а 17 июня присутствовал при перестрелке у Вьенны. 20 июня полк был официальным приказом включён в бригаду Милледжа Бонема. 9 июля у полка закончился срок службы и он был расформирован в Ричмонде. Из рядовых и офицеров полка в августе был сформирован новый полк, известный как 1st Infantry Regiment, Provisional Army. Макси Грегг был повторно назначен полковником, подполковником стал Дэниель Гамильтон, а майором Огастус Смит.
14 декабря Макси Грегг получил звание бригадного генерала и принял командование бригадой. Дэниель Гамильтон стал полковником и возглавил полк. Майор Смит стал подполковником, а капитан роты К, Эдвард Макгреди стал Майором.

## Боевой путь
В июне бригада Макси Грегга была сведена с другими бригадами в Лёгкую дивизию Хилла, и 25 июня участвовала в сражении при Бивердем-Крик, хотя и не была введена в бой, а 27 июня в сражении при Гейнс-Милл, где был убит подполковник Смит, и звание подполковника 1 июля получил майор Макгреди. В тот же день капитан Макгрери стал майором. Семидневная битва пошатнула здоровье полковника Гамильтона и он был вынужден взять отпуск по болезни, поэтому отсутствовал в полку в июле и августе.
Полк не был задействовал в сражении при Малверн-Хилл, а в августе всю дивизию перевели в корпус Джексона и она участвовала в Северовирджинской кампании. Во время второго сражения при Булл-Ран полк потерял 53 % из 233 человек своего состава. В этом бою подполковник Макгреди получил тяжёлое ранение в голову. В начале сентября Северовирджинская армия перешла Потомак и начала Мерилендскую кампанию. Полковник Гамильтон вернулся из отпуска и нагнал полк во Фредерике. Из Фредерика Лёгкая дивизия Хилла отправилась к Харперс-Ферри, осадила его, и 15 сентября город сдался. 1-му Южнокаролинскому было поручено принять оружие у сдавшихся федеральных солдат. 17 сентября полк прибыл к Шарпсбергу, где уже шло сражение при Энтитеме. Дивизия Хилла появилась в тот момент, когда XI федеральный корпус уже наступал на фланг Северовирджинской армии. Хилл атаковал противника во фланг, в основном силами бригады Грегга. 1-й Южнокаролинский наступал на правом фланге бригады. Противник начал обходить его правый фланг, и у рядовых подходили к концу боеприпасы, но на помощь ему вовремя подошёл 1-й Южнокаролинский винтовочный полк. В этой атаке полк потерял всего 4 человека убитыми и 30 раненными.